# アルダナーリーシュヴァラ

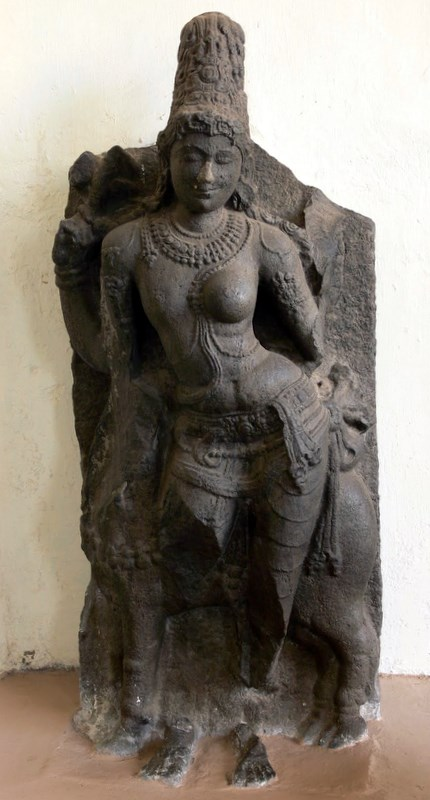
アルダナーリーシュヴァラ像。

アルダナーリーシュヴァラ（Ardhanārīśvara, अर्धनारीश्वर）は、男らしさと女らしさを兼ね備えた男女両性の神で、シヴァ神（右半身）とその妻パールヴァティー（左半身）の合体した姿だと言われる。
ヒンドゥー教のシャクティ信仰の象徴とされる。